# Dědina u Dobrušky
Dědina u Dobrušky este o arie protejată (arie specială de conservare — SAC, sit de importanță comunitară — SCI) din Republica Cehă întinsă pe o suprafață de 8,03 ha, integral pe uscat.

## Localizare
Centrul sitului Dědina u Dobrušky este situat la coordonatele 50°16′18″N 16°10′23″E / 50.271667°N 16.173056°E.

## Înființare
Situl Dědina u Dobrušky a fost declarat sit de importanță comunitară în noiembrie 2009 pentru a proteja 2 specii de animale. Situl a fost protejat și ca arie specială de conservare în mai 2014.

## Biodiversitate
Situată în ecoregiunea continentală, aria protejată nu include niciun habitat protejat.
La baza desemnării sitului se află mai multe specii protejate de  pești (2): zglăvoacă (Cottus gobio), cicar (Lampetra planeri).